# Ninja Wars
Pour plus de détails, voir Fiche technique et Distribution.
Ninja Wars (伊賀忍法帖, Iga ninpōchō) est un film japonais réalisé par Kōsei Saitō, sorti en 1982.

## Fiche technique
- Titre original : 伊賀忍法帖 (Iga ninpōchō?)
- Titre international : Ninja Wars
- Réalisation : Kōsei Saitō
- Scénario : Ei Ogawa d'après le roman de Fūtarō Yamada
- Photographie : Fujio Morita (ja)
- Musique : Toshiaki Yokota
- Décors : Norimichi Igawa
- Montage : Isamu Ichida (ja)
- Lumières : Yoshiaki Masuda
- Sociétés de production : Kadokawa Haruki Corporation (ja), Tōei
- Pays de production : Japon
- Langue originale : japonais
- Format : couleurs - 2,35:1 - son mono
- Genre : fantastique
- Durée : 100 minutes[1]
- Date de sortie :
  - Japon : 18 décembre 1982[1]

## Distribution
- Hiroyuki Sanada : Jotaro Fuefuki
- Noriko Watanabe (en) : Kagaribi / Ukyodayu
- Mikio Narita : Koji Kashin (en)
- Akira Nakao (en) : Matsunaga Hisahide
- Jun Miho : Isaribi
- Seizō Fukumoto : Sensei
- Sonny Chiba : Yagyū Munetoshi (en)
- Strong Kobayashi (en) : Kongobo

## Distinctions
Le film reçoit trois prix aux Japan Academy Prize de 1984 : meilleure photographie pour Fujio Morita (ja), meilleures lumières pour Yoshiaki Masuda et meilleurs décors pour Norimichi Igawa